# Out in the Fields
"Out in the Fields" is een nummer van de Noord-Ierse muzikant Gary Moore en de Ierse muzikant Phil Lynott. Het nummer werd uitgebracht op Moore's album Run for Cover uit 1985. Op 6 mei dat jaar werd het nummer in de EU, Australië en Nieuw-Zeeland uitgebracht als de eerste single van het album. Op 22 augustus dat jaar volgde Japan.

## Achtergrond
"Out in the Fields" is geschreven door Moore en geproduceerd door Peter Collins. Zowel Moore als Lynott zijn voormalige leden van de hardrockband Thin Lizzy, die op dat moment uit elkaar was. Het nummer gaat over The Troubles in Noord-Ierland. Het nummer doet denken aan het geluid dat de twee met hun voormalige band hebben gemaakt.
"Out in the Fields" werd een grote hit en bereikte in Lynott's thuisland Ierland de 3e positie en  in het Verenigd Koninkrijk werd de 5e positie bereikt in de UK Singles Chart; zowel met Thin Lizzy als tijdens hun solocarrières hebben beide muzikanten nooit een grotere hit gescoord.  In Noorwegen en Zweden werd de 2e positie bereikt.
In Nederland werd de plaat veel gedraaid op Hilversum 3 en werd een radiohit in de destijds drie landelijke hitlijsten op de nationale publieke popzender. De plaat bereikte de 22e positie in de Nationale Hitparade en de 28e positie in zowel de Nederlandse Top 40 als de TROS Top 50. In de Europese hitlijst op Hilversum 3, de TROS Europarade, werd de 10e positie bereikt.
In België behaalde de plaat géén notering in zowel de voorloper van de Vlaamse Ultratop 50 als de Vlaamse Radio 2 Top 30 en de Waalse hitlijst.
Het was het laatste hitsucces van Lynott voor zijn overlijden op 4 januari 1986. Het nummer is gecoverd door onder meer Timo Kotipelto met Jani Liimatainen, Powerwolf, Primal Fear, Riot, Michael Schenker Group en Sonata Arctica.
Sinds de editie van december 2018 staat de plaat genoteerd in de jaarlijkse NPO Radio 2 Top 2000 van de Nederlandse publieke radiozender NPO Radio 2, met als hoogste notering een 1690e positie in 2022.

## Hitnoteringen

### Nederlandse Top 40
| Hitnotering: 17-08-1985 t/m 14-09-1985 | Hitnotering: 17-08-1985 t/m 14-09-1985 | Hitnotering: 17-08-1985 t/m 14-09-1985 | Hitnotering: 17-08-1985 t/m 14-09-1985 | Hitnotering: 17-08-1985 t/m 14-09-1985 | Hitnotering: 17-08-1985 t/m 14-09-1985 | Hitnotering: 17-08-1985 t/m 14-09-1985 |
| Week                                   | 1                                      | 2                                      | 3                                      | 4                                      | 5                                      |                                        |
| -------------------------------------- | -------------------------------------- | -------------------------------------- | -------------------------------------- | -------------------------------------- | -------------------------------------- | -------------------------------------- |
| Positie                                | 40                                     | 33                                     | 28                                     | 33                                     | 33                                     | uit                                    |

### Nationale Hitparade
| Hitnotering: 20-07-1985 t/m 21-09-1985 | Hitnotering: 20-07-1985 t/m 21-09-1985 | Hitnotering: 20-07-1985 t/m 21-09-1985 | Hitnotering: 20-07-1985 t/m 21-09-1985 | Hitnotering: 20-07-1985 t/m 21-09-1985 | Hitnotering: 20-07-1985 t/m 21-09-1985 | Hitnotering: 20-07-1985 t/m 21-09-1985 | Hitnotering: 20-07-1985 t/m 21-09-1985 | Hitnotering: 20-07-1985 t/m 21-09-1985 | Hitnotering: 20-07-1985 t/m 21-09-1985 | Hitnotering: 20-07-1985 t/m 21-09-1985 | Hitnotering: 20-07-1985 t/m 21-09-1985 |
| Week                                   | 1                                      | 2                                      | 3                                      | 4                                      | 5                                      | 6                                      | 7                                      | 8                                      | 9                                      | 10                                     |                                        |
| -------------------------------------- | -------------------------------------- | -------------------------------------- | -------------------------------------- | -------------------------------------- | -------------------------------------- | -------------------------------------- | -------------------------------------- | -------------------------------------- | -------------------------------------- | -------------------------------------- | -------------------------------------- |
| Positie                                | 48                                     | 32                                     | 42                                     | 33                                     | 42                                     | 39                                     | 21                                     | 28                                     | 32                                     | 49                                     | uit                                    |

### TROS Top 50
Hitnotering: 15-08-1985 t/m 12-09-1985. Hoogste notering: #28 (1 week).

### TROS Europarade
Hitnotering: 06-06-1985 t/m 04-07-1985. Hoogste notering: #10 (1 week). 

### NPO Radio 2 Top 2000
| Nummer met noteringen in de NPO Radio 2 Top 2000 | '18  | '19  | '20  | '21  | '22  | '23  | '24  |
| ------------------------------------------------ | ---- | ---- | ---- | ---- | ---- | ---- | ---- |
| Out in the Fields                                | 1941 | 1844 | 1801 | 1698 | 1690 | 1923 | 1995 |

1. ↑  Een vetgedrukt getal geeft de hoogste notering aan.
2. ↑  2018 was het eerste jaar met een notering voor dit nummer.